# 1770 Schlesinger
1770 Schlesinger (1967 JR) là một tiểu hành tinh vành đai chính được phát hiện ngày 10 tháng 5 năm 1967 bởi C. U. và Klemola Cesco ở El Leoncito.